# Mona (Nahversorgungszentrum)
Das Moosacher Nahversorgungszentrum (kurz Mona) ist ein Nahversorgungszentrum in der Pelkovenstraße im Münchner Stadtbezirk Moosach mit rund 7.700 m² Verkaufsfläche. Des Weiteren gibt es dort Gastronomiebetriebe, Arztpraxen und ein Fitnessstudio. Es wurde im Oktober 2014 eröffnet.

## Beschreibung
Das Mona besitzt eine grau-grüne Fassade aus Glas und Metall. Außer Einzelhandelsgeschäften und Restaurants im Unter-, Erd- und 1. Obergeschoss ist im zweiten Obergeschoss ein Arztzentrum untergebracht. Zwei weitere Geschosse sind Büros vorbehalten. 7.200 m² werden durch das Parkhaus belegt.
Der Komplex des Nahversorgungszentrums liegt an der Pelkovenstraße 143–147 Ecke Hanauer Straße. In direkter Nachbarschaft liegt das Olympia-Einkaufszentrum. Das Untergeschoss des Mona ist durch einen eigenen Zugang an die U-Bahn-Haltestelle Olympia-Einkaufszentrum (U1, U3) angebunden. Für den Eingang von der U-Bahn (Durchbruch im März 2014) bedurfte es ein Jahr Planungs- und Prüfungsvorlauf.
Mit dem Gebäudeentwurf war das Münchner Büro Steidle Architekten beauftragt. Der Gebäudekomplex ist ein sogenanntes „Green Building“ und wurde 2015 mit LEED gold zertifiziert. Am Center befinden sich sechs E-Tankstellen im Parkplatzbereich. Das Gebäude ist für den BDA Preis-Bayern 2016 nominiert.

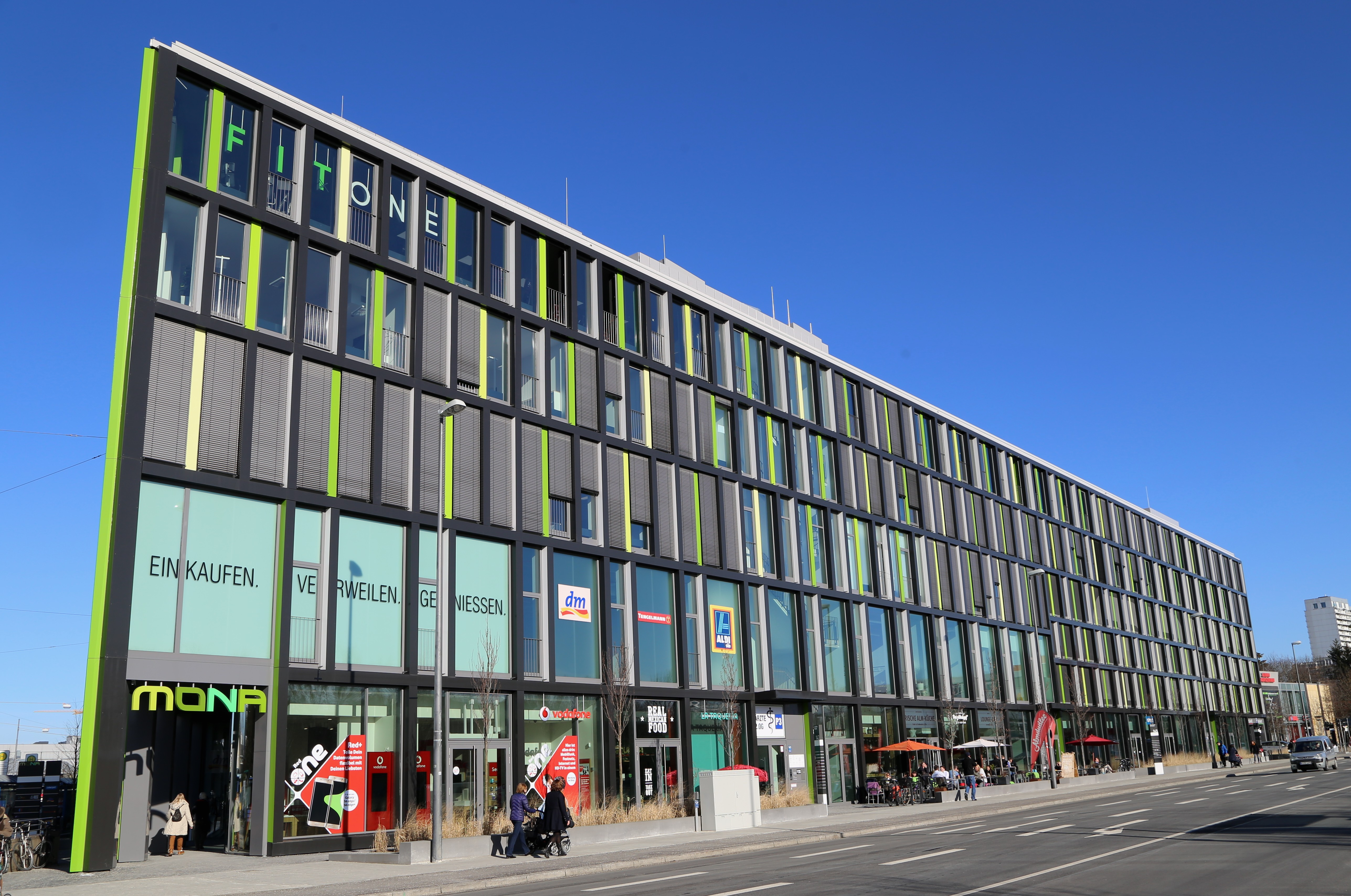
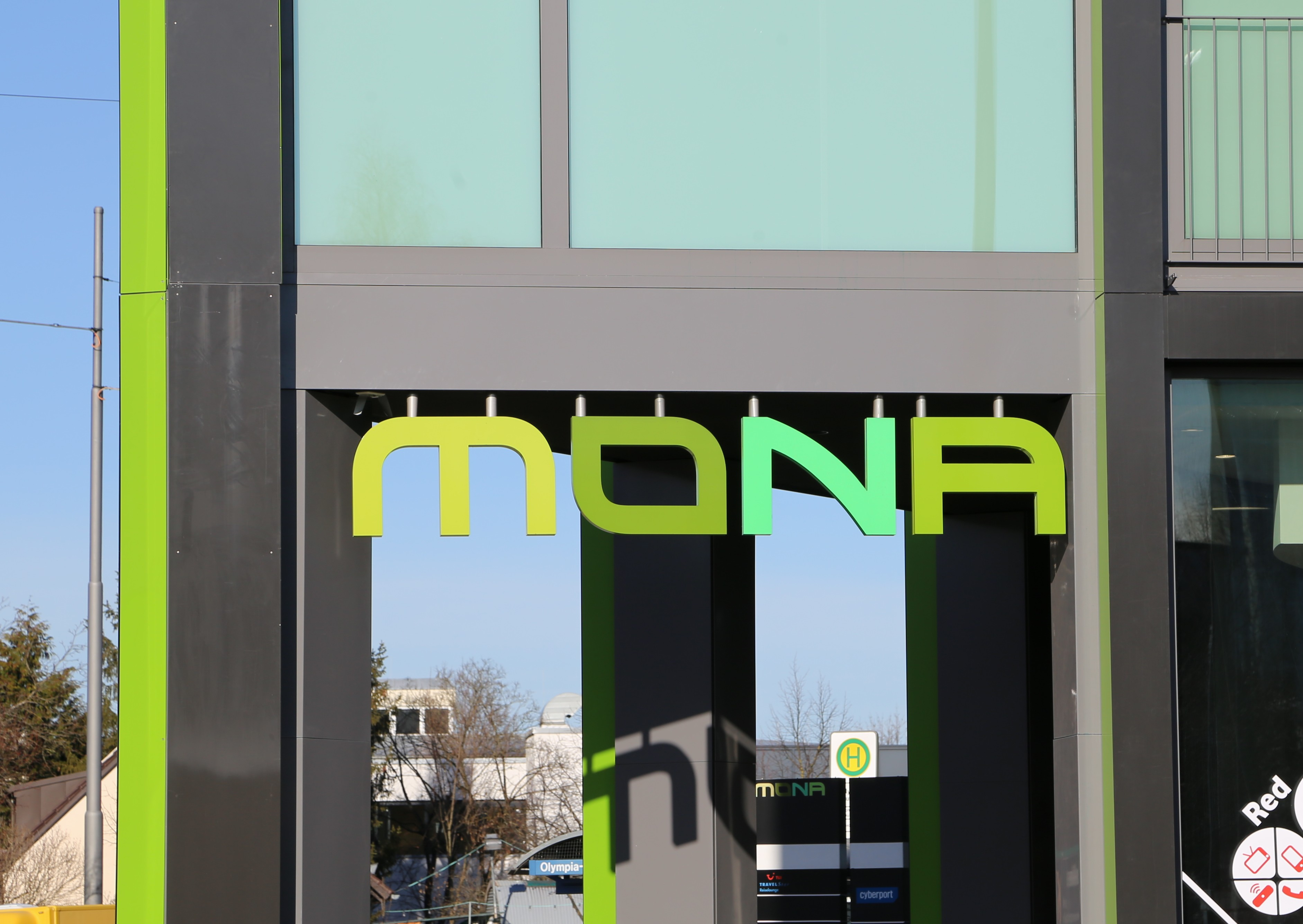
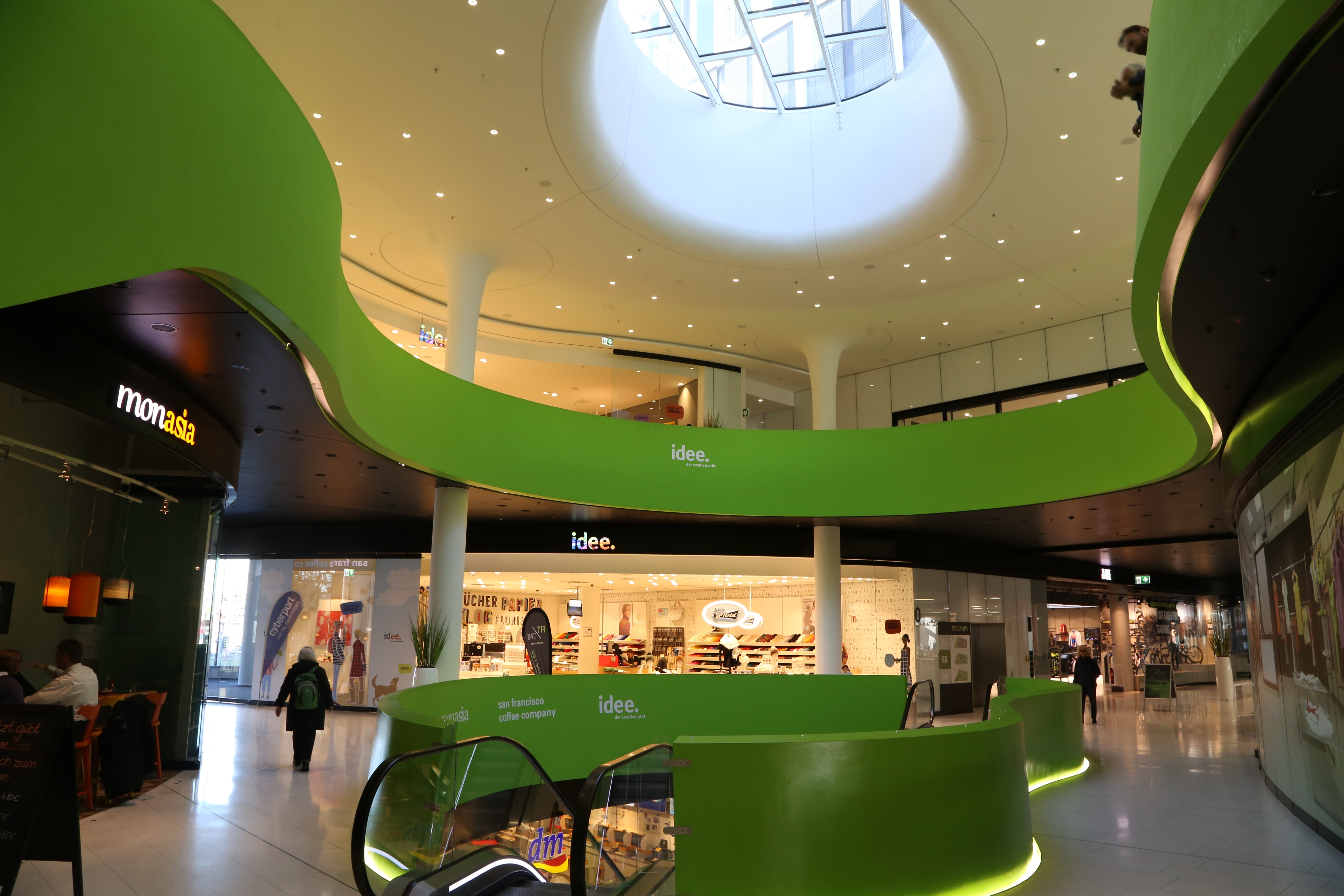
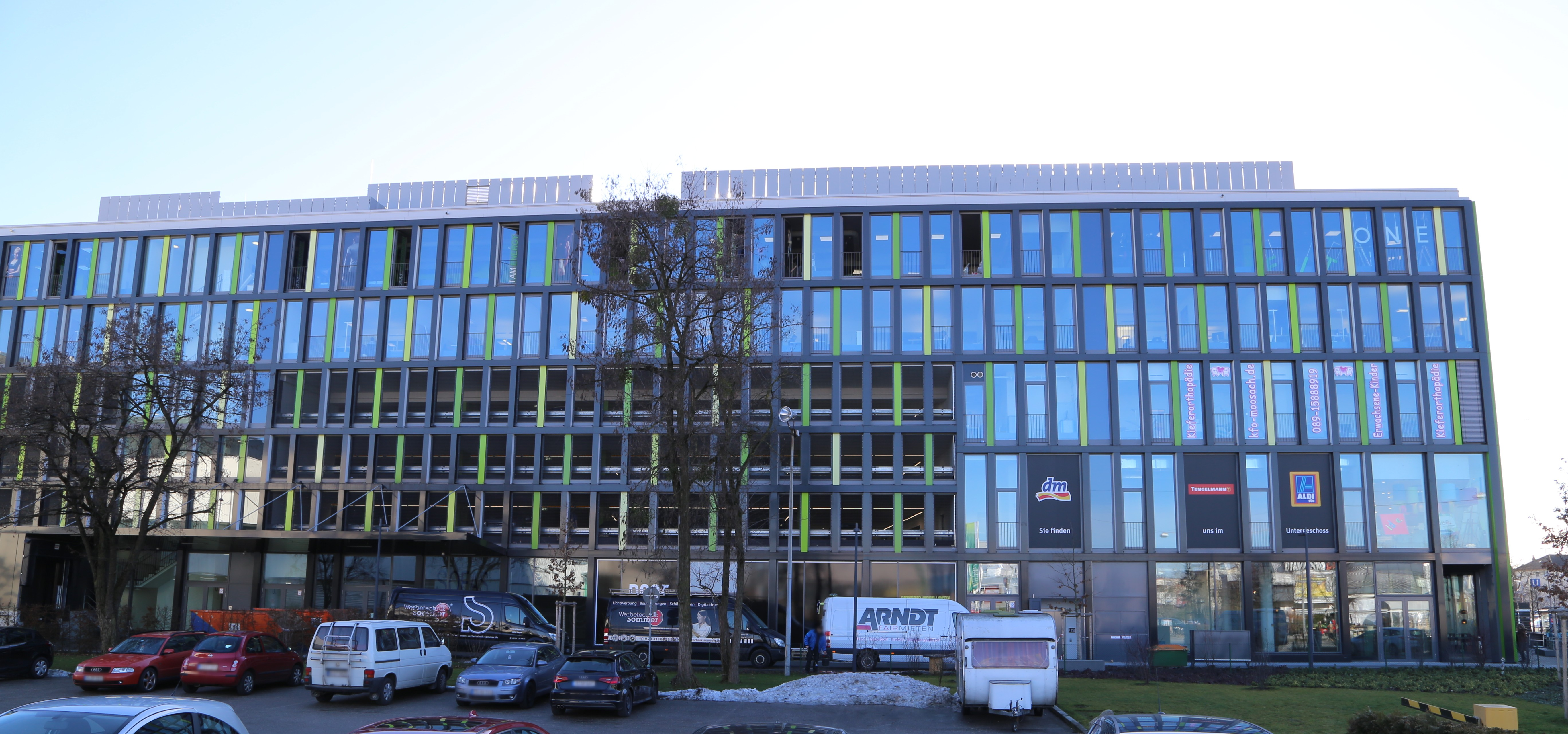
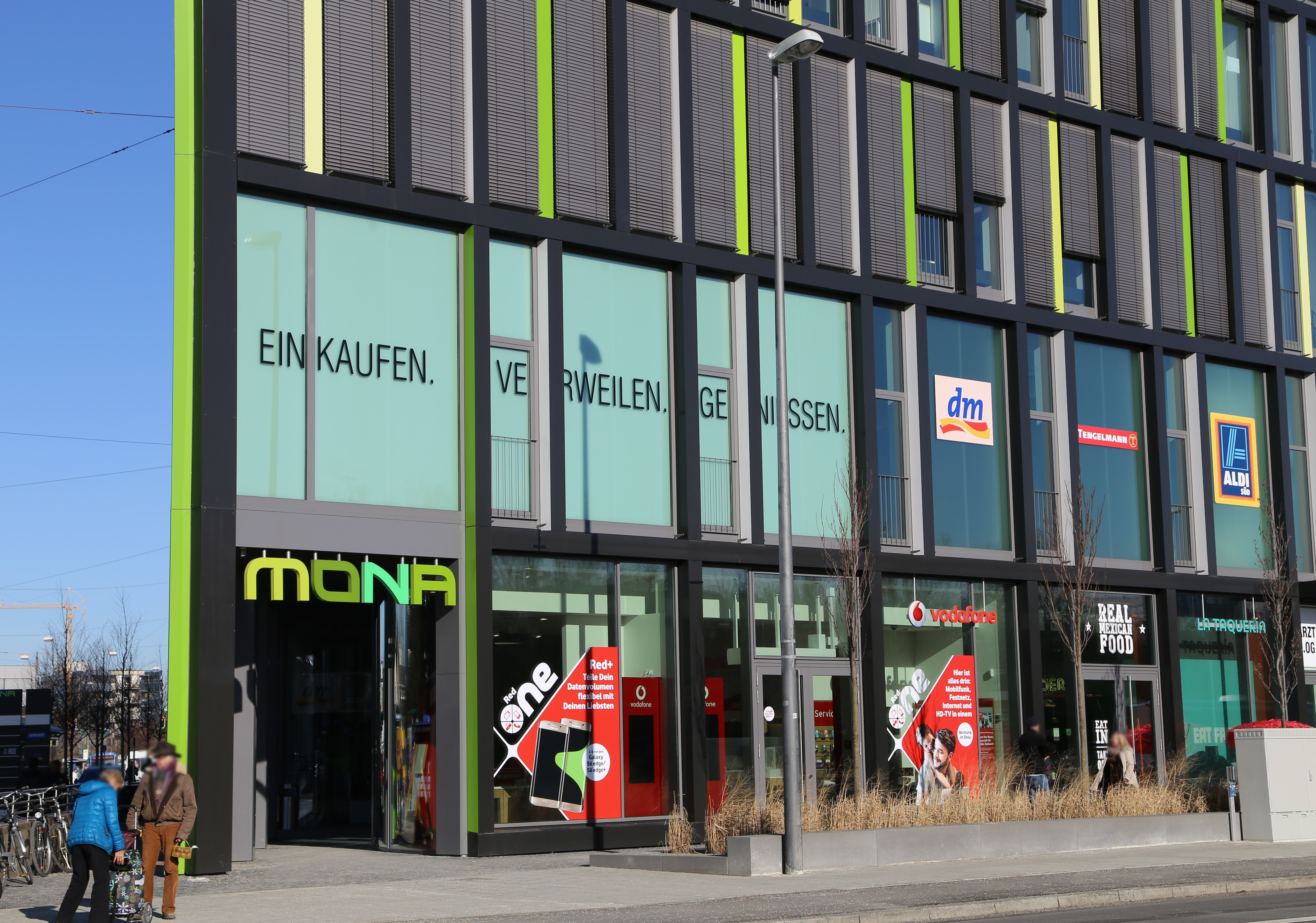
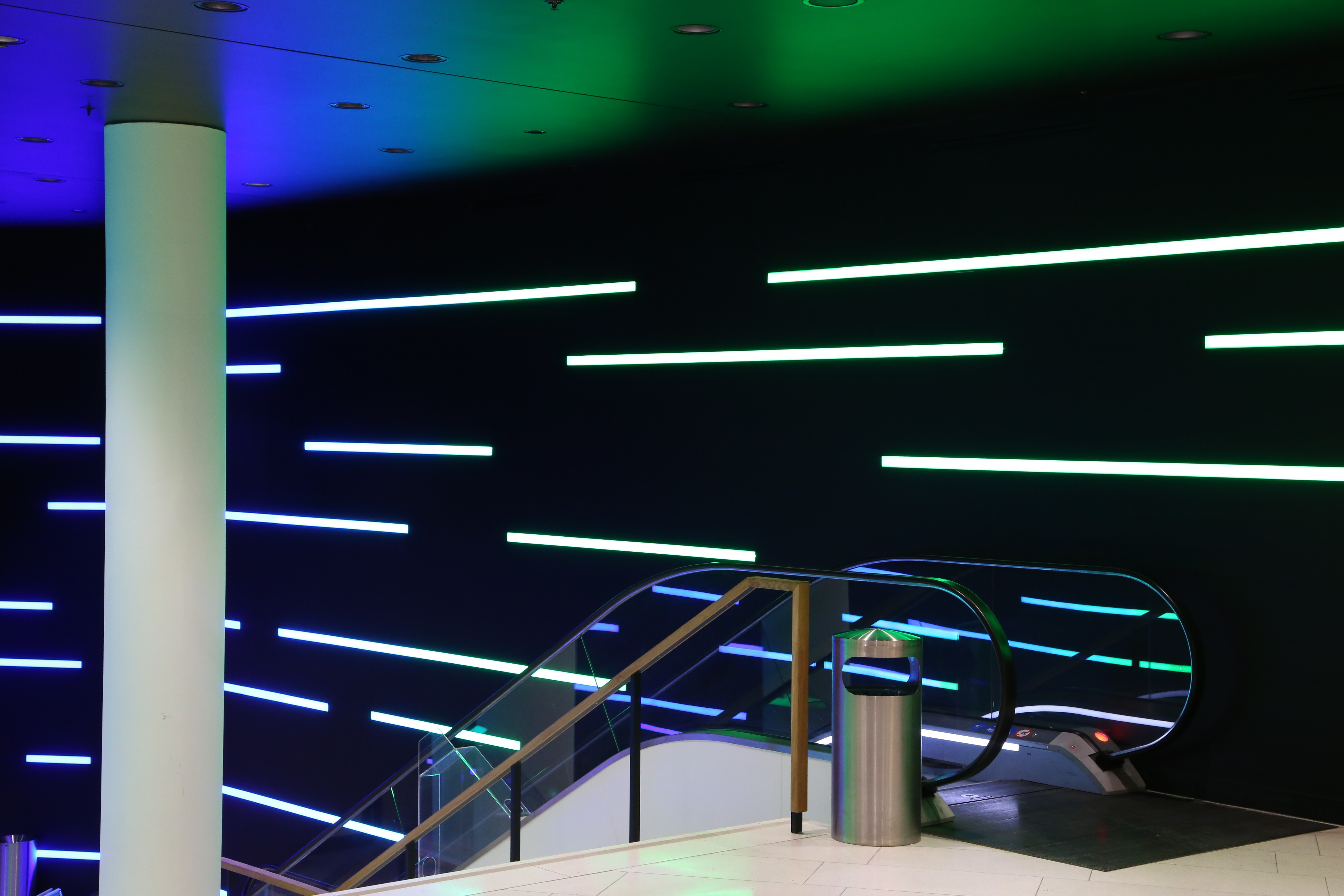

## Wirtschaftliche Situation
Ein Jahr nach der Eröffnung klagen mehrere Mieter über eine zu geringe Besucherzahl insbesondere im Einzelhandels- und Gastronomiebereich. Als Ursache wird vor allem die Konkurrenz durch das benachbarte Olympia-Einkaufszentrums (OEZ) gesehen, aber auch eine ungemütliche Atmosphäre, ungünstiger Branchenmix, geringe Außenwirkung und zu hohe Parkplatzgebühren werden genannt.